# سومیتومو لایف
سومیتومو لایف (به ژاپنی: 住友生命保険相互会社) شرکت بیمه ژاپنی است، که تمرکز اصلی آن بر ارائه خدمات بیمه عمر و مزایای بازنشستگی معطوف می‌باشد. این شرکت در سال ۲۰۱۱ در فهرست فورچون جهانی ۵۰۰ در رتبه ۲۰۰ از بزرگترین شرکت‌های جهان قرار گرفت.
شرکت سومیتومو لایف در سال ۱۹۰۷ در دوره میجی و تحت نام هینود لایف راه‌اندازی شد و در سال ۱۹۲۶ توسط شرکت سومیتومو خریداری و نام آن به فرم کنونی تغییر یافت.
دفتر مرکزی شرکت سومیتومو لایف در شهر اوساکا، ژاپن قرار دارد و دفاتر بین‌المللی آن در کشورهای ایالات متحده آمریکا، جمهوری خلق چین، ویتنام و بریتانیا مستقر می‌باشند. این شرکت به‌عنوان زیرمجموعه‌ای از گروه سومیتومو، دارای بیش از ۲،۰۰۰ شعبه در آمریکای شمالی، آسیا و اروپا می‌باشد.